# Férfi egyéni tőrvívás vívómestereknek az 1900. évi nyári olimpiai játékokon
A Párizsban megrendezett 1900. évi nyári olimpiai játékokon a férfi egyéni tőrvívás vívómestereknek egyike volt a hét vívószámnak. 60 vívó indult 8 nemzetből.

## Eredmények

### Első kör
| Név                                          |
| -------------------------------------------- |
| Xavier Anchetti · Franciaország (FRA)        |
| Bergès · Franciaország (FRA)                 |
| Bettenfeld · Franciaország (FRA)             |
| Bormel · Franciaország (FRA)                 |
| Borringes · Franciaország (FRA)              |
| Boulanger · Franciaország (FRA)              |
| Boulège · Franciaország (FRA)                |
| Brassart · Franciaország (FRA)               |
| Brau · Franciaország (FRA)                   |
| Carrichon · Franciaország (FRA)              |
| Antonio Conte · Olaszország (ITA)            |
| François Delibes · Franciaország (FRA)       |
| Dizier · Franciaország (FRA)                 |
| Michel Filippi · Franciaország (FRA)         |
| Fontaine · Franciaország (FRA)               |
| Gauthier · Franciaország (FRA)               |
| Georges-Joseph Haller · Franciaország (FRA)  |
| Alphonse Kirchhoffer · Franciaország (FRA)   |
| Laborderie · Franciaország (FRA)             |
| Lucien Largé · Franciaország (FRA)           |
| Georges Lefèvre · Franciaország (FRA)        |
| Lemoine · Franciaország (FRA)                |
| Charles Marty · Franciaország (FRA)          |
| Lucien Mérignac · Franciaország (FRA)        |
| Joseph-Auguste Métais · Franciaország (FRA)  |
| Millet · Franciaország (FRA)                 |
| Jean-Baptiste Mimiague · Franciaország (FRA) |
| Montuel · Franciaország (FRA)                |
| Muller · Franciaország (FRA)                 |
| Pantin · Franciaország (FRA)                 |
| Léopold Ramus · Franciaország (FRA)          |
| Raynaud · Franciaország (FRA)                |
| Ringnet · Franciaország (FRA)                |
| Jules Rossignol · Franciaország (FRA)        |
| Adolphe Rouleau · Franciaország (FRA)        |
| François Sabouric · Franciaország (FRA)      |
| Samiac · Franciaország (FRA)                 |
| Italo Santelli · Olaszország (ITA)           |
| Pierre Selderslagh · Belgium (BEL)           |
| Ernest Tassart · Franciaország (FRA)         |
| Cyrille Verbrugge · Belgium (BEL)            |
| Viquier · Franciaország (FRA)                |
| Yvon · Franciaország (FRA)                   |
| Bersin · Franciaország (FRA)                 |
| Jens Peter Berthelsen · Dánia (DEN)          |
| Bouard · Franciaország (FRA)                 |
| Brun-Biusson · Franciaország (FRA)           |
| Coquelin · Franciaország (FRA)               |
| Coudurier · Franciaország (FRA)              |
| Dassy · Franciaország (FRA)                  |
| F. Després · Belgium (BEL)                   |
| Dizier · Franciaország (FRA)                 |
| Endrédi Márton · Magyarország (HUN)          |
| L. Garnoty · Franciaország (FRA)             |
| Jolliet · Franciaország (FRA)                |
| Masselin · Franciaország (FRA)               |
| Pietory · Franciaország (FRA)                |
| Eugène Plisson · Nagy-Britannia (GBR)        |
| Léon Thiércelin · Haiti (HAI)                |
| Wineuwanheim · Franciaország (FRA)           |

### Negyeddöntő
| Név                                          |
| -------------------------------------------- |
| Antonio Conte · Olaszország (ITA)            |
| Alphonse Kirchhoffer · Franciaország (FRA)   |
| Lucien Mérignac · Franciaország (FRA)        |
| Jean-Baptiste Mimiague · Franciaország (FRA) |
| Léopold Ramus · Franciaország (FRA)          |
| Jules Rossignol · Franciaország (FRA)        |
| Adolphe Rouleau · Franciaország (FRA)        |
| Italo Santelli · Olaszország (ITA)           |
| Pierre Selderslagh · Belgium (BEL)           |
| Cyrille Verbrugge · Belgium (BEL)            |
| Xavier Anchetti · Franciaország (FRA)        |
| Bergès · Franciaország (FRA)                 |
| Bormel · Franciaország (FRA)                 |
| Borringes · Franciaország (FRA)              |
| Boulanger · Franciaország (FRA)              |
| Boulège · Franciaország (FRA)                |
| Brassart · Franciaország (FRA)               |
| Brau · Franciaország (FRA)                   |
| Carrichon · Franciaország (FRA)              |
| François Delibes · Franciaország (FRA)       |
| Dizier · Franciaország (FRA)                 |
| Michel Filippi · Franciaország (FRA)         |
| Fontaine · Franciaország (FRA)               |
| Gauthier · Franciaország (FRA)               |
| Georges-Joseph Haller · Franciaország (FRA)  |
| Laborderie · Franciaország (FRA)             |
| Lucien Largé · Franciaország (FRA)           |
| Georges Lefèvre · Franciaország (FRA)        |
| Lemoine · Franciaország (FRA)                |
| Chares Marty · Franciaország (FRA)           |
| Joseph-Auguste Métais · Franciaország (FRA)  |
| Millet · Franciaország (FRA)                 |
| Montuel · Franciaország (FRA)                |
| Muller · Franciaország (FRA)                 |
| Pantin · Franciaország (FRA)                 |
| Raynaud · Franciaország (FRA)                |
| Ringnet · Franciaország (FRA)                |
| François Sabouric · Franciaország (FRA)      |
| Samiac · Franciaország (FRA)                 |
| Ernest Tassart · Franciaország (FRA)         |
| Viquier · Franciaország (FRA)                |
| Yvon · Franciaország (FRA)                   |

### Vígaszág
| Név                                         |
| ------------------------------------------- |
| Boulanger · Franciaország (FRA)             |
| Michel Filippi · Franciaország (FRA)        |
| Georges-Joseph Haller · Franciaország (FRA) |
| Georges Lefèvre · Franciaország (FRA)       |
| Lemoine · Franciaország (FRA)               |
| Millet · Franciaország (FRA)                |
| Xavier Anchetti · Franciaország (FRA)       |
| Bergès · Franciaország (FRA)                |
| Bettenfeld · Franciaország (FRA)            |
| Bormel · Franciaország (FRA)                |
| Borringes · Franciaország (FRA)             |
| Boulège · Franciaország (FRA)               |
| Brassart · Franciaország (FRA)              |
| Brau · Franciaország (FRA)                  |
| Carrichon · Franciaország (FRA)             |
| François Delibes · Franciaország (FRA)      |
| Dizier · Franciaország (FRA)                |
| Fontaine · Franciaország (FRA)              |
| Gauthier · Franciaország (FRA)              |
| Laborderie · Franciaország (FRA)            |
| Lucien Largé · Franciaország (FRA)          |
| Charles Marty · Franciaország (FRA)         |
| Joseph-Auguste Métais · Franciaország (FRA) |
| Montuel · Franciaország (FRA)               |
| Muller · Franciaország (FRA)                |
| Pantin · Franciaország (FRA)                |
| Raynaud · Franciaország (FRA)               |
| Ringnet · Franciaország (FRA)               |
| François Sabouric · Franciaország (FRA)     |
| Samiac · Franciaország (FRA)                |
| Ernest Tassart · Franciaország (FRA)        |
| Viquier · Franciaország (FRA)               |
| Yvon · Franciaország (FRA)                  |

### Elődöntő
| A elődöntő | A elődöntő                                  | A elődöntő | A elődöntő |
| Helyezés   | Név                                         | Győzelem   | Vereség    |
| ---------- | ------------------------------------------- | ---------- | ---------- |
| 1          | Lucien Mérignac · Franciaország (FRA)       | 7          | 0          |
| 2          | Alphonse Kirchhoffer · Franciaország (FRA)  | 6          | 1          |
| 3          | Antonio Conte · Olaszország (ITA)           | 5          | 2          |
| 4          | Léopold Ramus · Franciaország (FRA)         | 4          | 3          |
| 5          | Georges-Joseph Haller · Franciaország (FRA) | 2          | 5          |
| 5          | Lemoine · Franciaország (FRA)               | 2          | 5          |
| 7          | Millet · Franciaország (FRA)                | 1          | 6          |
| 7          | Cyrille Verbrugge · Belgium (BEL)           | 1          | 6          |

| B elődöntő | B elődöntő                                   | B elődöntő | B elődöntő |
| Helyezés   | Név                                          | Győzelem   | Vereség    |
| ---------- | -------------------------------------------- | ---------- | ---------- |
| 1          | Adolphe Rouleau · Franciaország (FRA)        | 7          | 0          |
| 2          | Jean-Baptiste Mimiague · Franciaország (FRA) | 6          | 1          |
| 3          | Jules Rossignol · Franciaország (FRA)        | 5          | 2          |
| 4          | Italo Santelli · Olaszország (ITA)           | 4          | 3          |
| 5          | Pierre Selderslagh · Belgium (BEL)           | 3          | 4          |
| 6          | Boulanger · Franciaország (FRA)              | 1          | 6          |
| 6          | Michel Filippi · Franciaország (FRA)         | 1          | 6          |
| 6          | Georges Lefèvre · Franciaország (FRA)        | 1          | 6          |

### Vígaszág csoport
| Helyezés | Név                                         |
| -------- | ------------------------------------------- |
| 1 (9.)   | Georges-Joseph Haller · Franciaország (FRA) |
| 2 (10.)  | Pierre Selderslagh · Belgium (BEL)          |
| 3 (11.)  | Lemoine · Franciaország (FRA)               |
| 4 (12.)  | Georges Lefèvre · Franciaország (FRA)       |
| 5 (13.)  | Boulanger · Franciaország (FRA)             |
| 6 (14.)  | Millet · Franciaország (FRA)                |
| 7 (15.)  | Cyrille Verbrugge · Belgium (BEL)           |
| 8 (16.)  | Michel Filippi · Franciaország (FRA)        |

### Döntő
| Helyezés | Név                                          | Győzelem | Vereség |
| -------- | -------------------------------------------- | -------- | ------- |
| Arany    | Lucien Mérignac · Franciaország (FRA)        | 6        | 1       |
| Ezüst    | Alphonse Kirchhoffer · Franciaország (FRA)   | 6        | 1       |
| Bronz    | Jean-Baptiste Mimiague · Franciaország (FRA) | 4        | 3       |
| 4        | Antonio Conte · Olaszország (ITA)            | 4        | 3       |
| 5        | Jules Rossignol · Franciaország (FRA)        | 3        | 4       |
| 6        | Léopold Ramus · Franciaország (FRA)          | 2        | 5       |
| 7        | Italo Santelli · Olaszország (ITA)           | 0        | 7       |
| 8        | Adolphe Rouleau · Franciaország (FRA)        | 3        | 4       |